# Mögölen (Blåviks socken, Östergötland)
Mögölen är en sjö i Boxholms kommun i Östergötland och ingår i Motala ströms huvudavrinningsområde.